# Eugeniusz Brzuska

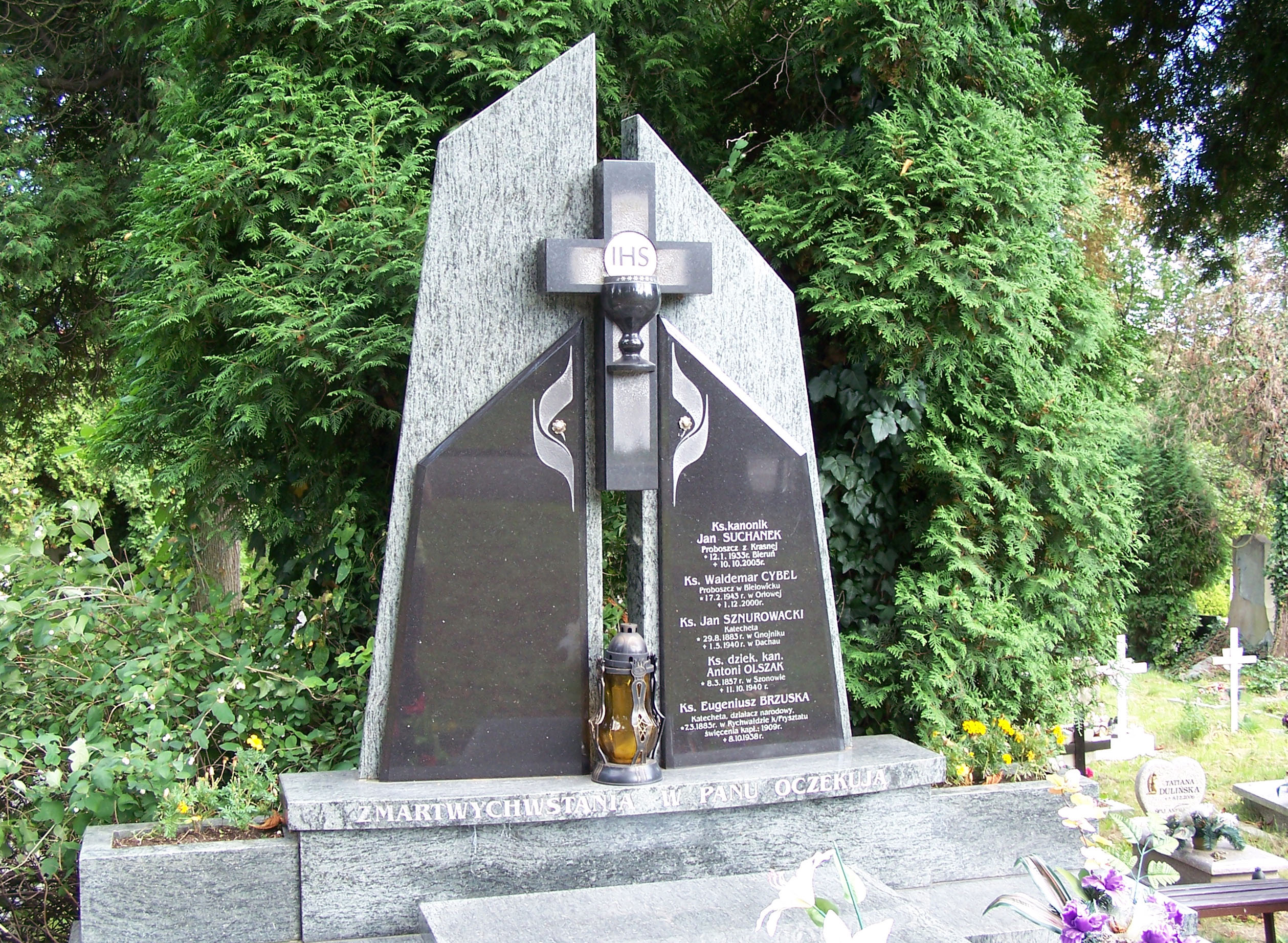
Grób Eugeniusza Brzuski i innych duchownych katolickich na Cmentarzu Komunalnym w Cieszynie

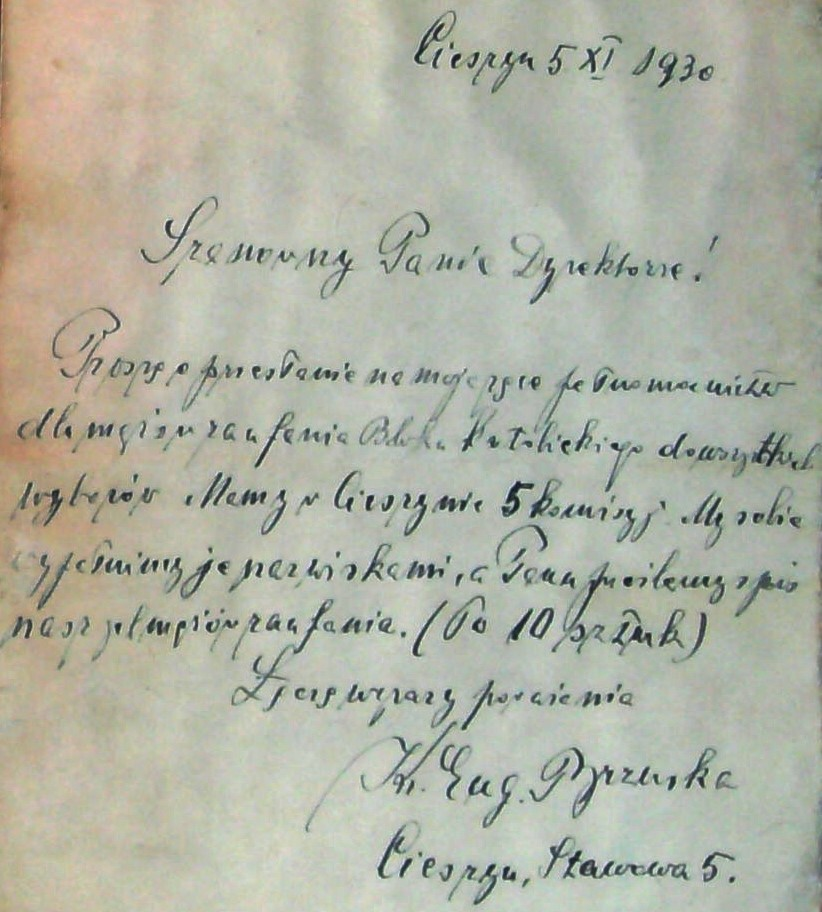
Pismo ks. Eugeniusza Brzuski do Stanisława Krzyżowskiego z Pszczyny dotyczące przygotowań Katolickiego Bloku Ludowego w Cieszynie do wyborów brzeskich

Eugeniusz Brzuska (ur. 7 marca 1885 w Rychwałdzie, zm. 8 października 1938 w Ogrodzonej) – polski ksiądz katolicki, chrześcijański demokrata, poseł na Sejm Śląski I kadencji w II RP.

## Życiorys
Urodził się w rodzinie Franciszka i Marii, z domu Szrand. Ukończył polskie gimnazjum w Cieszynie (1905). W październiku 1905 podjął studia teologiczne w seminarium duchownym w Widnawie. Święcenia kapłańskie przyjął 21 lipca 1909. Pierwszymi placówkami duszpasterskimi były: parafia w Zebrzydowicach w dekanacie frysztackim, a od 1910 – parafia w Skoczowie. Pracował jako katecheta w szkole powszechnej i wydziałowej „Macierzy Szkolnej” w Cieszynie. Następnie został skierowany do pracy w polskim gimnazjum realnym Towarzystwa Szkół Ludowych i „Macierzy Szkolnej” w Orłowej (1912–1919). Po śmierci ks. Józefa Londzina krótko kierował redakcją „Gwiazdki Cieszyńskiej”. Wszedł w skład Rady Narodowej Księstwa Cieszyńskiego i Związku Śląskich Katolików (1918). Po wkroczeniu armii czechosłowackiej na Śląsk Cieszyński 23 stycznia 1919 został aresztowany i internowany na Morawach.
Po podziale Księstwa Cieszyńskiego zamieszkał na stałe w Bobrku k. Cieszyna, gdzie 22 marca 1919 został ustanowiony  katechetą w męskim seminarium nauczycielskim. Obowiązki te pełnił do 31 sierpnia 1922, kiedy na własne życzenie otrzymał przeniesienie do gimnazjum w Bielsku.
23 sierpnia 1922 w Bielsku w czasie zjazdu delegatów Związku Śląskich Katolików wyłaniano kandydatów do Sejmu Śląskiego z Cieszyńskiego. Jednym z nich obok Karola Palarczyka był ks. Eugeniusz Brzuska. Zostali posłami w Sejmie Ślaskim z ramienia Chrześcijańskiego Zjednoczenia Ludowego. Ksiądz Eugeniusz Brzuska był jednym z dwóch księży katolickich (obok ks. Karola Matei), którzy w okresie międzywojennym brali udział w pracach Sejmu Śląskiego. W swoich wystąpieniach na forum Sejmu Śląskiego często upominał się o godziwe wynagrodzenia dla wszystkich pracowników sfery budżetowej, zwłaszcza dla nauczycieli. Był zwolennikiem szkoły wyznaniowej i zdecydowanym przeciwnikiem sanacji. W latach 1925–1927 piastował urząd wiceburmistrza miasta Cieszyna. Był członkiem zarządu „Dziedzictwa błog. Jana Sarkandra” – organizacji oświatowo-kulturalnej zajmującej się prowadzeniem drukarni, księgarni i biblioteki – oraz członkiem i opiekunem stowarzyszenia „Opieka nad Kształcącą się Młodzieżą Katolicką im. bł. Melchiora Grodzieckiego”. Opiekował się także Związkiem Niewiast Katolickich i pracował jako kurator konwentu SS. Elżbietanek w Cieszynie.
W 1927 biskup Stanisław Adamski mianował go administratorem dóbr diecezjalnych. Ponadto był odpowiedzialny za powstający w Krakowie gmach Śląskiego Seminarium, a także administrację majątku diecezjalnego w Kokoszycach.
W 1934 wycofał się z działalności politycznej. Został mianowany proboszczem w Ogrodzonej. Tam dał się poznać jako gorliwy duszpasterz, dobry gospodarz, działacz charytatywny. Zmarł 8 października 1938 i został pochowany w Ogrodzonej.

## Ordery i odznaczenia
- Krzyż Oficerski Orderu Odrodzenia Polski (30 kwietnia 1925)[2]